# Église Saint-Joseph de Józsefváros
 (septembre 2024).
L'église Saint-Joseph (en hongrois : Szent József-templom) est une église catholique de Budapest, située dans le quartier de Corvin sur Horváth Mihály tér. Elle a été construite en 1797, soit 20 ans après la fondation de la Paroisse de Józsefváros,. 